# Viscosia langrunensis
Viscosia langrunensis is een rondwormensoort uit de familie van de Oncholaimidae. De wetenschappelijke naam van de soort is voor het eerst geldig gepubliceerd in 1890 door de Man.